# Бедашкі (Кентшинський повіт)
Бедашкі (пол. Biedaszki) — село в Польщі, у гміні Кентшин Кентшинського повіту Вармінсько-Мазурського воєводства.
Населення — 571 особа (2011).
У 1975-1998 роках село належало до Ольштинського воєводства.

## Демографія
Демографічна структура станом на 31 березня 2011 року:
|          | Загалом | Допрацездатний вік | Працездатний вік | Постпрацездатний вік |
| -------- | ------- | ------------------ | ---------------- | -------------------- |
| Чоловіки | 294     | 63                 | 207              | 24                   |
| Жінки    | 277     | 54                 | 176              | 47                   |
| Разом    | 571     | 117                | 383              | 71                   |